# حمض المندليك
حمض المندليك  هو حمض هيدروكسي من النمط ألفا صيغته الكيميائية C8H8O3، والتي يمكن كتابتها على الشكل: C6H5CH(OH)CO2H. يوجد المركب في الشروط القياسية على شكل مسحوق بلوري أبيض اللون.
يعد المركب يدوياً وله فعالية ضوئية، ويسمى المزيج الراسيمي حمض البارامندليك.

## التحضير
اكتشف المركب لأول مرة سنة 1831 عندما كان الصيدلاني الألماني فرديناند لودفيج فنكلر (أ) يسخّن الأميغدالين، وهو مستخلص من اللوز المر، مع حمض الهيدروكلوريك الممدد. تشتق التسمية من كلمة «Mandel» الألمانية، التي تعني اللوز.
يمكن أن يحضر المركب من إجراء تفاعل حلمهة (تحلل مائي) بتحفيز حمضي لمركب نتريل حمض المندليك؛ وهو سيانوهيدرين للبنزألدهيد. يحضر نتريل حمض المندليك من تفاعل البنزألدهيد مع بيكبريتيت الصوديوم:
بشكل مغاير يمكن أن تتم عملية التحضير من تفاعل فينيل كلورو حمض الأسيتيك مع ثنائي برومو الأسيتوفينون؛ وكذلك من تسخين فينيل الغليوكسال مع القلويات.

## الخواص
يوجد المركب في الشروط القياسية على شكل مسحوق بلوري أبيض اللون، وهو متوسط الانحلالية في الماء. يوجد مصاوغان مرآتيان للمركب وهما الشكلان R وS:

(S)-حمض المندليك(يمين) و(R)-حمض المندليك (يسار)

تعد مشتقات حمض المندليك نواتج عملية استقلاب كل من الأدرينالين والنورأدرينالين في الجسم. مثالاً على ذلك مركب فانيليل حمض المندليك. وجد أيضاً أنه الناتج الحيوي لتكسير الستايرين في الجسم عند التعرض له، حسبما كشف عن ذلك بتحليل للبول.

## الاستخدامات
كان المركب مستخدماً مضاداً للبكتريا، خاصة في حالات أمراض مجرى البول. في مجال آخر، يستخدم المركب في مجال الأبحاث الكيميائية كاشفاً في تفاعل ألدول اللامتناظر.

## هوامش
- أ باللغة الألمانية Ferdinand Ludwig Winckler